# Batalla dels hotels
La batalla dels hotels, també coneguda com el «front de l'hotel», va ser un subconjunt dintre de la fase dels anys 1975-1977 de la Guerra Civil Libanesa que va tenir lloc al districte hoteler de Minet-el-Hosn en el centre de Beirut. Aquesta àrea es va convertir en un dels primers fronts de la guerra que va començar per l'abril de 1975. La batalla es va lliurar per la possessió d'un petit complex hoteler adjacent a la zona davant el mar Corniche al Mediterrani, en la cantonada nord-oest del districte centre de Beirut. Es va estendre ràpidament a altres àrees del centre de Beirut. Les batalles sovint ferotges que es van produir es van lliurar amb forts intercanvis de coets i foc d'artilleria des de les teulades i habitacions de diversos hotels. El foc de franctiradors es va utilitzar comunament.

## Antecedents
Situat entre els barris de Jounblatt i Minet el-Hosn, el complex va agrupar una sèrie de moderns hotels, que inclouen l'Holiday Inn, St. Georges, Phoenicia Intercontinental, Melkart, Palm Beach, Excelsior, Normandia i l'Alcazar, alguns d'ells de gran altura i no tots havien estat completats quan va esclatar la guerra civil per l'abril de 1975. Un altre edifici tàcticament valuós de diversos pisos va ser la Torre Murr de 30 pisos (en àrab: Burj El-Murr) al districte Kantari i la Torre Rizk (en àrab:Burj Rizk Achrafieh) a Achrafieh, els edificis més alts de Beirut en aquest moment que, juntament amb els hotels veïns, s'elevaven sobre els barris residencials a les àrees adjacents, tant cristianes com musulmanes. Aquest districte s'havia deslliurat dels efectes del conflicte en curs, i la majoria dels hotels van poder continuar funcionant normalment.

## Batalla

### Octubre de 1975
Les primeres rondes es van intercanviar el 23 d'octubre de 1975, durant la fase final de la Batalla pel Districte de Kantari, quan un destacament de combatents -nomenats els «Halcons de Zeidani» - de l'Al-Mourabitoun, la milícia del Moviment Independent Nasserite (INM) liderat per Ibrahim Kulaylat va ocupar la Torre Murr buida, després que van aconseguir desallotjar els seus defensors pertanyents a les Forces Regulatoires du Kataeb (FRK), i van començar a disparar coets i morters des dels pisos superiors cap als barris cristians que es troben sota. Durant la batalla, l'Al-Mourabitoun va competir amb 200 o 300 combatents, encara que d'altres fonts citen un nombre més gran d'uns 500. La majoria dels edificis en general van ser defensats per un nombre més petit de combatents, amb només 60 milicians participant en un dia determinat.
El 26 d'octubre, els combats a Kantari entre el Moviment Nacional Libanès Musulmà-Esquerra (LNM) i les milícies de la dreta cristiana del Front Libanès es van estendre al districte hoteler. El primer hotel/restaurant que es va cremar va ser l'austríac Myrtom House, situat al costat de l'Haigazian College a la Rue du Mexique. Els clients, inclosos tres diplomàtics estrangers, i el personal van ser presos com a ostatges temporalment i després alliberats, tot i que dos empleats encara són en la llista de desapareguts.
Com si fos un contra moviment, els combatents cristians de la milícia Falanges Libaneses encapçalada per William Hawi i Baixir Gemayel van començar a prendre posicions entre els principals hotels, però ràpidament es van trobar en desavantatge, ja que estaven sota constant observació i foc de metralladora pesada des de la Torre Murr. Els falangistes van intentar, amb poc èxit, reduir la Torre Murr dirigint foc d'armes petites des de la Torre Rizk i Achrafieh. El 27 d'octubre, recolzats per un petit esquadró format per cinc tancs blindats improvisats, els falangistes es van mudar a l'Holiday Inn i al Phoenícia, mentre que els milicians de la Milícia dels Tigres de la PNL dirigits per Dany Chamoun es van mudar a l'Hotel Georges. Es va produir una ferotge batalla de cinc dies entre l'INM, las Falanges Libaneses i els Tigres de la PNL, en la que les milícies cristianes també van intentar reprendre la Torre Murr dels seus defensors musulmans a Kantari sense èxit.

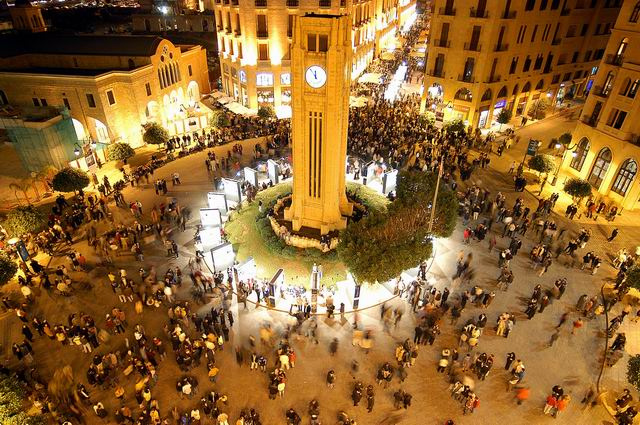
La plaça Nejmeh és el cor del centre de la ciutat de Beirut

La situació es va deteriorar encara més el 28 d'octubre, quan va succeir un tiroteig en els graons del Parlament del Líban a la plaça Nejmeh, en territori controlat per cristians. Un automòbil ple de milicians musulmans de l'oest de Beirut va aconseguir arribar a l'edifici del Parlament i després de cridar consignes per un altaveu contra els membres de l'Assemblea, van obrir foc contra els diputats que sortien de l'edifici després d'assistir a una sessió parlamentària. Dos homes van ser assassinats, un d'ells era guardaespatlles del líder de Falange Pierre Gemayel. Ell havia estat a prop del lloc en aquest moment, però no va ser ferit.

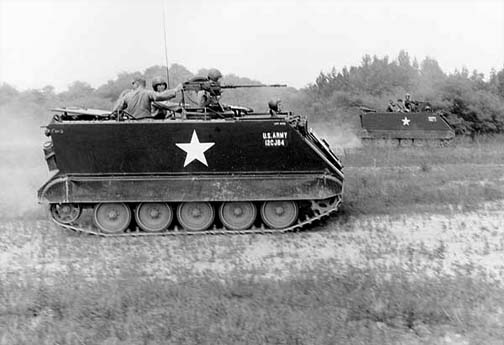
M113, a la fotografia, és un dels transports blindats de personal més emblemàtics.

Tanmateix, el 29 d'octubre, el Primer Ministre Rachid Karami va fer un alto el foc per permetre l'evacuació del personal i els residents atrapats als hotels, com l'Holiday Inn, que allotjava a més de 200 persones, la majoria d'elles turistes. L'operació d'evacuació va ser portada a terme per un destacament de la Gendarmeria motoritzada enviat per les Forces de Seguretat Interna (ISF), utilitzant els seus vehicles blindats Chaimite V200 i Els transportadors de personal blindads M113 i Panhard M3, prestats per les Forces Armades del Líban. Els combats es van reprendre tan bon punt l'operació va ser completada. Es va acordar un altre alto el foc el 31 d'octubre per permetre als evacuats regressar a recollir les seves pertinences, si així ho desitjaven.

### Novembre de 1975
El 3 de novembre va entrar en vigor un nou alto el foc. El primer ministre Karami va intentar desmilitaritzar el districte hoteler, però els falangistes i els tigres de la PNL es van negar a abandonar els seus llocs en l'Holiday Inn, St Georges, Phoenicia Intercontinental i edificis veïns fins que els milicians musulmans que van ocupar la Torre Murr fossin reemplaçats per gendarmes de l'ISF. Encara que Karami va aconseguir persuadir al líder d'Al-Mourabitoun, Ibrahim Kulaylat per retirar els seus combatents de la Torre Murr, els milicians de la Falange no van fer cap moviment idèntic i van romandre en les seves posicions. Un altre alto el foc es va convocar el 8 de novembre, però va començar a col·lapsar deu dies més tard perquè es van produir enfrontament esporàdics i ocasionalment intensos a tot el país. N'hi va haver, tanmateix, poca activitat en el districte hoteler fins al mes següent.

### Desembre de 1975
Malgrat l'alto el foc nominal, les hostilitats es van reprendre el 8 de desembre quan les milícies de LNM van llançar una gran ofensiva en dos fronts per capturar el front marítim mediterrani i el centre de Beirut. Les unitats de l' exèrcit libanès es van mudar a l'edifici del Parlament i a les àrees centrals de l'oficina de correus, el que va afeblir l'avançament musulmà-esquerra cap al centre de la ciutat. Tanmateix, la lluita va continuar al districte hoteler, ja que l'Al-Mourabitoun, amb diversos aliats de LNM i en conjunt amb As-Saika, va atacar els edificis ocupats per les milícies cristianes. En aquesta ronda d'atacs, llançacoets antitancs RPG-7 de fabricació soviètica i fusells sense retrocés de 106 mm muntats en vehicle, van ser utilitzats en el paper de suport directe de foc per primera vegada al Líban.
L'operació va ser dirigida per Ibrahim Kulaylat, el líder d'Al-Mourabitoun, que planejava ocupar el districte i infligir una aclaparadora derrota a la milícia falangista del KRF que els obligaria a demandar-la pau. El 8 i 9 de desembre hi va haver una batalla salvatge al barri tancat per al Intercontinental Hotel, i encara que els falangistes van ser finalment expulsats; de alguns dels edificis de l'hotel, van aconseguir aferrar-se a la seva fortalesa principal l'Hotel Holiday Inn. Tanmateix, quan va caure el St Georges, els Tigres de la PNL simplement es van retirar del districte davant el mar, deixant la lluita als falangistes i les altres milícies cristianes més petites. En aquesta mateixa data, l'exèrcit libanès va acudir en ajut dels falangistes en llançar un atac contra els hotels Phoenícia i St Georges, que inicialment va tenir èxit en la recuperació de l'Hotel Phoenicia.
Kulaylat no va aconseguir els resultats esperats, i el 10 de desembre van ser els musulmans els qui van intentar desesperadament retenir l'Hotel Alcazar, encara que algunes parts de l'edifici s'havien incendiat. Pressionat per la contraofensiva conjunta de les milícies de l'exèrcit i els cristians, Kulaylat va trucar l'OLP a la recerca d'ajut i la va rebre. Els hotels de Phoenicia i l'hotel St Georges van canviar de mans diverses vegades durant la nit. Tanmateix, els milicians musulmans van poder assaltar i assegurar el disputat Hotel Intercontinental de Phoenicia, i a l'endemà van muntar un altre assalt contra la milícia cristiana i les posicions de la Gendarmeria ISF. Mentre que els milicians cristians van rebutjar els atacs en les seves pròpies posicions, els gendarmes van evitar la confrontació i es van retirar a l'inacabat Hotel Beirut Hilton. Els d'Al-Mourabitoun van ser expulsats dels hotels St Georges i Alcazar després d'un intens bombardeig d'artilleria per part de l'exèrcit libanès, recolzat pels falangistes. Els combats van arribar a una paralització temporal el 12 de desembre quan els combatents exhausts de totes dues bandes es van adonar que havien retingut més o menys les seves posicions originals. Encara que el Primer Ministre Karami havia anunciat dos dies abans una altra treva, va ser ignorada pels líders de LNM fins l'11 de desembre. Tanmateix, també en aquesta data els combats van continuar al districte hoteler quan els musulmans d'esquerra van reprendre els hotels de Phoenicia i St Georges. L'exèrcit libanès fora de l'àrea, va llançar un assalt infructuós a l'Holiday Inn, propietat dels falangistes.
Com a resultat, l'alto el foc convocat el 10 de desembre no es va fer efectiu fins al 15 i 16 de desembre, quan Síria, As-Saika i l'OLP van pressionar els líders polítics i militars de LNM perquè acceptessin la proposta d'alto el foc. En caure la nit, destacaments de la Gendarmeria ISF libanesa havien reemplaçat milicians musulmans i cristians en totes les posicions dels hotels. Una delegació siriana dirigida pel general Hikmat Chehabi va arribar a Beirut el 18 de desembre per mitjançar en les converses de pau entre les faccions en guerra, just el dia en què es van recuperar 40 o 50 cadàvers de l'hotel Phoenicia Intercontinental.

### Gener de 1976
Cap a la fi del mes de desembre de 1975, els combats en el «front de l'hotel» van disminuir, ja que els principals adversaris es van mantenir en altres llocs. L'1 de gener, les milícies cristianes van establir un bloqueig que tallava els subministraments al camp de refugiats palestins de Tel al-Zaatar i als barris marginals adjacents a l'est de Beirut. Les milícies esquerres musulmanes del LNM, van prendre represàlies el 5 de gener en llançar una ofensiva als sectors del sud-est de la capital libanesa, i per al 10 de gener, els combats s'havien estès al novament al districte hoteler mentre els falangistes ocupaven Holiday Inn i els musulmans esquerres van prendre el Phoenícia. A l'endemà, milicians musulmans van tornar a la Torre Murr. No hi va haver canvis importants en el control immobiliari dintre del districte hoteler fins l'última fase de la batalla, encara que tots els adversaris van aconseguir mantenir les seves posicions gràcies a un alto el foc patrocinat per Síria convocat el 22 de gener.

### Març de 1976
El districte hoteler va tornar a encendre's el 17 de març, el dia en què les forces conjuntes LNM-OLP, recolzades per la milícia xiïta del Moviment Amal i l'Exèrcit Àrab Libanès (LAA), -una facció escindida predominantment musulmana de l'Exèrcit Libanès oficial dirigit pel tinent sunnita dissident Ahmed al-Khatib - va llançar una ofensiva total contra posicions dretanes en el centre de Beirut. Després, el 21 de març, es va realitzar un assalt important pel comandament especial de l'OLP palestina, les unitats que usaven vehicles blindats prestats per l'exèrcit Àrab Libanès del tinent Khatib i recolzats per les milícies esquerres musulmanes finalment van aconseguir desallotjar la Falange de l'Holiday Inn. Tanmateix, els milicians d'esquerra als quals els palestins els havien lliurat l'hotel amb fins de propaganda es van entusiasmar tant amb la seva celebració, que els falangistes van poder regressar a l'alba de l'endemà.
Els palestins per tant van haver de fer el treball una vegada i una altra, i el 22 de març, les forces d'esquerra-musulmanes de l'LNM recolzades per guerrillers de l'OLP van fer un contraatac en el centre de Beirut, decidides a eliminar qualsevol presència falangista restant a l'oest de la Plaça dels Màrtirs. Després d'una costosa batalla que va resultar en 150 morts i 300 ferits. A l'endemà, 23 de març, Al-Mourabitoun va recuperar l'Holiday Inn dels falangistes, el que significava que les milícies LNM ara dominaven la majoria dels punts estratègics al voltant del centre de Beirut. Aquest mateix dia va marcar el començament de la batalla per l'àrea del port de Beirut quan les forces LNM-OLP van avançar cap a aquest sector i van capturar l'edifici Starco. Cinc dies més tard, el 28 de març, van prendre el control dels hotels Hilton i Normandy.
Encara que els cristians pràcticament havien perdut el control del districte hoteler, no va ser el final dels combats en el centre de Beirut. A mesura que passaven les setmanes, es feia dolorosament evident per als líders del Front Libanès que eren en risc de perdre la guerra, ja que l'aliança LNM-OLP-LAA els va obligar a retirar-se més a l'est de Beirut. Per contrarestar aquesta amenaça, el Front Libanès finalment va acordar formar un «Comandament Unificat» per a les milícies de la dreta cristiana encapçalades per Pierre Gemayel, qui va fer una crida als seus partidaris perquè s'unissin a la defensa de les àrees cristianes. Així, per al 26 de març, les Forces Reguladores de Kataeb (KRF), únicament van poder mobilitzar uns 18,000 combatents per defensar el sector oriental de la capital libanesa i el districte superior de Matn. El nou Comandament Cristià va sentir que era imperatiu retenir el control del districte portuari de Beirut i va començar a aixecar una elaborada barricada de defensa feta amb enderrocs a la Rue Allenby. Mentre les forces de les milícies aliades del Front Libanès intentaven evitar l'assalt musulmà-esquerranista-palestí al |districte portuari, unitats de l'exèrcit predominantment cristià de l'Exèrcit del Líban Lliure (AFL), una altra facció dissident de l'ex exèrcit libanès liderada per la dreta -el coronel maronita Antoine Barakat- va entrar en la topada. Oficials i homes allistats de la caserna Fayadieh de l'AFL al sud-est de Beirut [van acudir en ajut dels seus correligionaris assetjats, portant els vehicles blindats i l'artilleria pesada que tant necessitaven.
Durant la lluita, un bombardeig d'artilleria disparat per una unitat sota el comandament de Barakat va copejar accidentalment el campus de la Universitat Americana de Beirut (AUB) al districte veí de Ras Beirut, causant diverses víctimes entre els estudiants. L'avançament MNV-OLP va ser finalment aturat el 31 de març, i després que Síria amenacés en tallar les trameses d'armes a les faccions musulmanes, tant els líders del Front LNM i libanès van acordar un alto el foc, que va entrar en vigor el 2 d'abril, amb el que la batalla dels hotels havia arribat a la seva fi.